# Międzylesie (gromada w powiecie włoszczowskim)
Międzylesie – dawna gromada, czyli najmniejsza jednostka podziału terytorialnego Polskiej Rzeczypospolitej Ludowej w latach 1954–1972.
Gromady, z gromadzkimi radami narodowymi (GRN) jako organami władzy najniższego stopnia na wsi, funkcjonowały od reformy reorganizującej administrację wiejską przeprowadzonej jesienią 1954 do momentu ich zniesienia z dniem 1 stycznia 1973, tym samym wypierając organizację gminną w latach 1954–1972.
Gromadę Międzylesie z siedzibą GRN w Międzylesiu utworzono – jako jedną z 8759 gromad na obszarze Polski – w powiecie włoszczowskim w woj. kieleckim, na mocy uchwały nr 13l/54 WRN w Kielcach z dnia 29 września 1954. W skład jednostki weszły obszary dotychczasowych gromad Brzeście i Zabrodziec ze zniesionej gminy Kluczewsko oraz Międzylesie i Motyczno ze zniesionej gminy Kurzelów, ponadto wieś Biadaszek z dotychczasowej gromady Ostrów ze zniesionej gminy Włoszczowa i miejscowość Biadaszek z miasta Włoszczowa; wszystkie jednostki składowe w tymże powiecie. Dla gromady ustalono 9 członków gromadzkiej rady narodowej.
Gromadę zniesiono 31 grudnia 1959, a jej obszar włączono do gromad: Kluczewsko (wieś Brzeście, parcelację Henryków Brzeski i kolonię Zabrodzie), Kurzelów (przysiółek Mchowie), Oleszno (przysiółek Jamskie) i Łachów (wsie Międzylesie, Motyczno i Biadaszek oraz przysiółki Grobelka i Kotowie).